# Куриловка (Новоузенский район)
Куриловка — село в Новоузенском районе Саратовской области России, административный центр Куриловского сельского поселения. Село расположено на правом берегу реки Большой Узень.
Население - 2746 (2010).

## История
Слобода Казённая Новотроицкая (она же Куриловка) упоминается в Списке населенных мест Российской империи по сведениям 1859 года. В 1859 году в населённом пункте проживало около 3 тысяч жителей, имелась православная церковь. Село относилось к Новоузенскому уезду Самарской губернии. 
Согласно Списку населённых мест Самарской губернии 1910 года село относилось к Куриловской волости, здесь проживало 2944 мужчины и 3106 женщин, село населяли бывшие государственные крестьяне, преимущественно русские, православные и сектанты, в селе имелись 6 школ, церковь, почтовое отделение, библиотека-читальня, 2 кожевенных завода, 21 ветряная и 1 паровая мельницы, волостное правление, аптека, работали врач, фельдшер и акушерка, урядник, по воскресеньям проводились базары.
В 1919 году в составе Новоузенского уезда село включено в состав Саратовской губернии.

## Население
Динамика численности населения по годам:
| Годы      | 1859 | 1889 | 1897 | 1910 | 2002 |
| --------- | ---- | ---- | ---- | ---- | ---- |
| Население | 2936 | 6836 | 5990 | 6050 | 2978 |

| 2002 | 2010  |
| ---- | ----- |
| 2979 | ↘2746 |

Национальный состав
Согласно результатам переписи 2002 года большинство населения составляли русские (76 %).

## Известные уроженцы и жители
В селе родились:
- Бородин Алексей Иванович (1915—2005) — заслуженный художник РСФСР
- Степан Степанович Щеглов (1914—1976) — участник Великой Отечественной войны, Герой Советского Союза.
- Николай Григорьевич Дворцов (1917—1985) — советский писатель.